# Diecéze Apartadó
Diecéze Apartadó je římskokatolická diecéze nacházející se v Kolumbii.

## Území
Zahrnuje území města Acandí, El Carmen del Darién, Riosucio a Unguía departementu Chocó, a dále města Apartadó, Arboletes, Carepa, Chigorodó, Mutatá, Necoclí, San Juan de Urabá, San Pedro de Urabá e Turbo departementu Antioquia.
Biskupským sídlem je město Apartadó, kde se nachází hlavní chrám diecéze, katedrála Panny Marie Karmelské.

## Historie
Diecéze byla zřízena 18. června 1988 bulou Quo aptius papeže Jana Pavla II. z části území diecéze Antioquia a apoštolského vikariátu Quibdó.

## Seznam biskupů
- Isaías Duarte Cancino (1988–1995)
- Tulio Duque Gutiérrez, S.D.S. (1997–2001)
  - Héctor Ignacio Salah Zuleta (2001–2002) apoštolský administrátor
- Germán Garcia Isaza, C.M. (2002–2006)
- Luis Adriano Piedrahita Sandoval (2007–2014)
- Hugo Alberto Torres Marín (2015–2023)
- Carlos Alberto Correa Martínez (od 2024)